# Basket-ball à trois aux Jeux méditerranéens
Cet article traite de l’épreuve à trois. Pour l’épreuve à cinq, voir Basket-ball aux Jeux méditerranéens.
Le Basket-ball à trois aux Jeux méditerranéens est une discipline des Jeux Méditerranéens depuis la première édition en 2018 à Tarragone, en Espagne. Il a remplacé le basketball 5 contre 5 depuis cette édition. Variante du basket-ball à cinq, cette compétition se joue selon les règles du basket-ball à trois, à trois contre trois, en une seule période de 10 minutes et avec un décompte de points différent.
Les équipes de France féminine et masculine remportent toutes les deux la première édition. En 2022 Équipe de France masculine remporte a nouveau les Jeux Méditerranéens.

## Palmarès

### Masculin
| Éd. | Année | Pays hôte | Finale     | Finale  | Finale   | Petite finale | Petite finale | Petite finale | Meilleur joueur |
| Éd. | Année | Pays hôte | Champion   | Score   | Deuxième | Troisième     | Score         | Quatrième     | Meilleur joueur |
| --- | ----- | --------- | ---------- | ------- | -------- | ------------- | ------------- | ------------- | --------------- |
| 1re | 2018  | Tarragone | France     | 16–14ap | Italie   | Slovénie      | 18–11         | Grèce         | Non décerné     |
| 2e  | 2022  | Oran      | France (2) | 19–13   | Serbie   | Espagne       | 16–13         | Turquie       | Non décerné     |

### Féminin
| Éd. | Année | Pays hôte | Finale   | Finale | Finale   | Petite finale | Petite finale | Petite finale | Meilleure joueuse |
| Éd. | Année | Pays hôte | Champion | Score  | Deuxième | Troisième     | Score         | Quatrième     | Meilleure joueuse |
| --- | ----- | --------- | -------- | ------ | -------- | ------------- | ------------- | ------------- | ----------------- |
| 1re | 2018  | Tarragone | France   | 10–8   | Espagne  | Portugal      | 21–20         | Serbie        | Non décerné       |
| 2e  | 2022  | Oran      | Espagne  | 12–11  | France   | Italie        | 14–12         | Turquie       | Non décerné       |

### Tableau des médailles
| Rang | Nation   | Or | Argent | Bronze | Total |
| ---- | -------- | -- | ------ | ------ | ----- |
| 1    | France   | 3  | 1      | 0      | 4     |
| 2    | Espagne  | 1  | 1      | 1      | 3     |
| 3    | Italie   | 0  | 1      | 1      | 2     |
| 4    | Serbie   | 0  | 1      | 0      | 1     |
| 5    | Portugal | 0  | 0      | 1      | 1     |
| 5    | Slovénie | 0  | 0      | 1      | 1     |

| Rang | Nation   | Or | Argent | Bronze | Total |
| ---- | -------- | -- | ------ | ------ | ----- |
| 1    | France   | 2  | 0      | 0      | 2     |
| 2    | Italie   | 0  | 1      | 0      | 1     |
| 2    | Serbie   | 0  | 1      | 0      | 1     |
| 4    | Slovénie | 0  | 0      | 1      | 1     |
| 4    | Espagne  | 0  | 0      | 1      | 1     |

| Rang | Nation   | Or | Argent | Bronze | Total |
| ---- | -------- | -- | ------ | ------ | ----- |
| 1    | France   | 1  | 1      | 0      | 2     |
| 1    | Espagne  | 1  | 1      | 0      | 2     |
| 3    | Portugal | 0  | 0      | 1      | 1     |
| 3    | Italie   | 0  | 0      | 1      | 1     |